# Kandid Turinský
Kandid Turinský (?-1702), též Thurinsky byl františkán žijící a působící v českých zemích a české františkánské provincii sv. Václava. Do řádu vstoupil a na kněze byl vysvěcen pravděpodobně někdy před rokem 1680. Již po nabytí základních kněžských a kazatelských zkušeností byl spolu s dalším knězem a jedním bratrem laikem posláni v červenci 1684 jako první františkáni k osídlení nově vznikajícího řeholního domu řádu v Hořovicích. V nově založené františkánské rezidenci v Hořovicích mohl být pravděpodobně následně místním představeným. V letech 1698 až 1699 řídil jako kvardián klášter u P. Marie Sněžné v Praze. Snad během svého působení v Praze napsal bratr Kandid spis Poesis artificiata dochovaný v jeho autografu v tamější konventní knihovně. Následně se františkán Kandid Turinský vrátil do Hořovic, kde také 6. července 1702 zemřel.